# Mastiff Geyser
Mastiff Geyser est un geyser de type « cône » situé dans le Upper Geyser Basin dans le parc national de Yellowstone aux États-Unis. Il fait partie du groupe de geysers Giant Group avec Giant Geyser, Bijou Geyser et Catfish Geyser.
Parfois, Mastiff est sujet à des éruptions bouillonnantes et éclaboussantes fréquentes très petites et pouvant atteindre 1,5 m. Cette activité passe la plupart du temps inaperçue, sauf lors des « périodes chaudes » de Giant. Lors de ces périodes, si le niveau d'eau du cratère de Mastiff redescend, il est très probable que la période chaude ne contienne pas d'éruption de Giant. En revanche, tant que le niveau d'eau de Mastiff reste haut, une éruption de Giant est possible.
Ses deux évents, bien que proches, n'entrent pas toujours en éruption simultanément et de la même manière. L'un projette l'eau en une grosse colonne verticale tandis que l'autre projette l'eau de manière plus fine et inclinée.
Une éruption de Mastiff atteint plus de 10 m de hauteur, voire près de 40 m. Elle dure en général moins de 5 minutes et se termine juste avant que l'éruption de Giant n'atteigne son paroxysme.